# Karta (kwartalnik)
Karta – czasopismo powstałe w styczniu 1982 w Warszawie jako podziemna gazeta publicystyczna. Z czasem – i pomimo represji ze strony władz komunistycznych – skoncentrowała się na prezentowaniu postaw ludzi, szukających wolności w świecie dyktatur. 
W lipcu 1990 po raz ostatni zebrała się redakcja „Karty" podziemnej i zdecydowała o zalegalizowaniu pisma. Oficjalnie ukazało się ono pierwszy raz w styczniu 1991 r.
Kwartalnik historyczny „Karta” skupia się obecnie na następujących tematach: Polacy przed I wojną światową; odzyskanie niepodległości; początki Rosji sowieckiej; II Rzeczpospolita; lata trzydzieste w ZSRR; II wojna światowa; Żydzi polscy; Holokaust; Polacy i Ukraińcy; historia Kresów; deportacje do ZSRR; świat Gułagu; Sowieci wobec Polski; początki Ludowego Wojska Polskiego; powojenne podziemie;  Ziemie Zachodnie; początki Peerelu; stalinizm; PRL – od lat pięćdziesiątych do osiemdziesiątych; dysydenci w ZSRR; Europa Wschodnia; portrety historyczne.
Redaktorem naczelnym kwartalnika „Karta” jest Zbigniew Gluza, prezes Fundacji Ośrodka KARTA.